# Liczby urojone

Ilustracja płaszczyzny liczb zespolonych. Liczby urojone znajdują się na pionowej osi współrzędnych.

Liczba urojona – liczba zespolona, która podniesiona do kwadratu daje wartość rzeczywistą niedodatnią.

## Definicja
Każda liczba urojona może zostać zapisana jako {\displaystyle b\,i,} gdzie:
- {\displaystyle b} jest liczbą rzeczywistą,
- {\displaystyle i} jest jednostką urojoną spełniającą równanie {\displaystyle i^{2}=-1.}

Liczbą zespoloną (pojęcie wprowadzone przez Gaussa) nazywamy zaś liczbę {\displaystyle a+bi,} gdzie {\displaystyle a} oraz {\displaystyle b} są liczbami rzeczywistymi, więc każda liczba zespolona może zostać zapisana jako suma liczby rzeczywistej i liczby urojonej.

## Historia
Pierwiastek kwadratowy z liczb ujemnych, jako rozwiązanie niektórych równań kwadratowych, był najprawdopodobniej po raz pierwszy rozważany przez Herona z Aleksandrii. Samo pojęcie zostało wprowadzone przez Girolama Cardana w XVI wieku (jako liczby fikcyjne), obecną nazwę nadał im Kartezjusz w 1637 roku. Liczby urojone nie zostały szerzej zaakceptowane aż do prac Eulera (1707–1783) i Gaussa (1777–1855).